# Boală purtată de țânțari

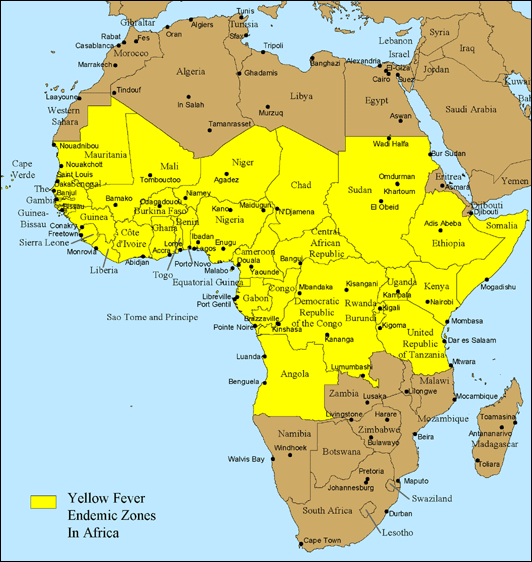
Interval endemic de febră galbenă în Africa (2005)

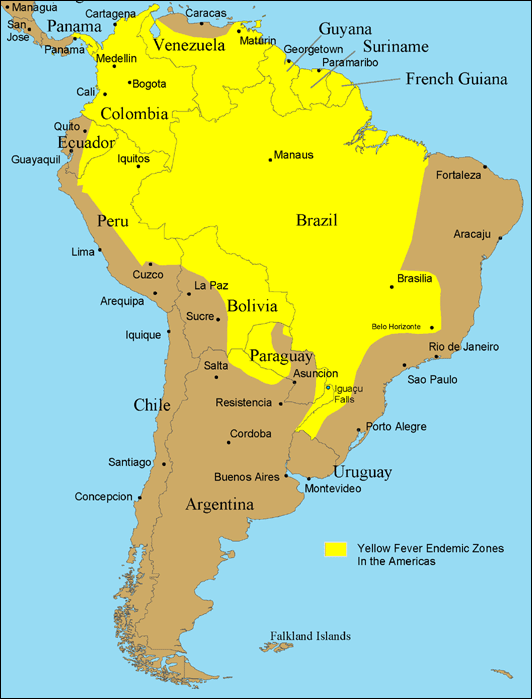
Interval endemic de febră galbenă în America de Sud (2005)

Bolile purtate de țânțari sau bolile transmise de țânțari sunt boli cauzate de bacterii, viruși sau paraziți transmise de țânțari. Aproape 700 de milioane de oameni suferă de o boală transmisă prin țânțari în fiecare an, ceea ce duce la peste un milion de decese.
Bolile transmise de țânțari includ malaria, denga, virusul West Nile, chikungunya, febră galbenă, filariza, tularemia, dirofilariaza, encefalita japoneză, encefalita Saint Louis, encefalita ecvină occidentală, encefalita ecvină estică, encefalita ecvină venezueleană, Febra Râului Ross, Virusul Pădurea Barmah, encefalită La Crosse și febra Zika, precum și virusul Keystone nou detectat și Febra Văii Marelui Rift.